# Астраханцево
Астраханцево — деревня в Кожевниковском районе Томской области России. Входит в состав Кожевниковского сельского поселения.

## География
Деревня находится в южной части Томской области, в пределах Обь-Тымской низменности, к востоку от реки Оби, на расстоянии примерно 21 километра (по прямой) к северо-востоку от села Кожевникова, административного центра района. Абсолютная высота — 79 метров над уровнем моря.

### Часовой пояс
Деревня Астраханцево, как и вся Томская область, находится в часовой зоне МСК+4. Смещение применяемого времени относительно UTC составляет +7:00.

## История
Основана в 1720 году.
По данным 1926 года в деревне имелось 78 хозяйств и проживала 442 человека (в основном — русские). В административном отношении являлась центром Астраханцевского сельсовета Коларовского района Томского округа Сибирского края.

## Население
| 2002 | 2010 | 2012 | 2013 | 2014 | 2015 | 2021 |
| ---- | ---- | ---- | ---- | ---- | ---- | ---- |
| 15   | ↘4   | ↘2   | ↘1   | →1   | →1   | ↗11  |

Гендерный состав
По данным Всероссийской переписи населения 2010 года в гендерной структуре населения мужчины составляли 50 %, женщины — соответственно также 50 %.
Национальный состав
Согласно результатам переписи 2002 года, в национальной структуре населения русские составляли 93 %.

## Улицы
Уличная сеть деревни состоит из девяти улиц.